# Arturo Testa
Arturo Testa (Milano, 15 agosto 1932 – Milano, 12 maggio 2021) è stato un baritono italiano, famoso dagli anni cinquanta.

## Biografia
Nato come cantante lirico (aveva studiato con il baritono Carlo Tagliabue), nel 1953 debutta nel mondo della canzone italiana. Partecipa a Il Musichiere, a Canzonissima, al Festival di Napoli e a cinque edizioni del Festival di Sanremo. Il suo stile, il colore della voce, il sound ricordano il crooner afroamericano Billy Eckstine che, all'epoca del debutto di Testa, in America era ai vertici delle classifiche jazz e pop.
Nel 1962 partecipa al Gran Festival di Piedigrotta.
Nel frattempo prende parte a molte opere liriche al Teatro alla Scala.
Nel 1959 si classifica secondo a Sanremo con Io sono il vento, una canzone dal ritmo esplosivo composta da Fanciulli e Testoni presentata assieme a Gino Latilla che impressionò molto il pubblico sanremese. Vince poi la prima edizione del Burlamacco d'oro con Un'ora con te (insieme a Sergio Endrigo, con Notte lunga notte).
Negli anni settanta torna a dedicarsi alla musica lirica.
Nel 1996, al Teatro Romano di Verona, assieme a Paola Lorenzi interpreta Mister O di Giorgio Gaslini, prima opera jazz italiana, rivisitazione moderna di Otello.
Nel 2001 si candida alle elezioni comunali a Milano per la carica di sindaco, sostenuto dal Partito Pensionati. Otterrà lo 0,78%.

## Discografia parziale

### 33 giri
- 1970: Quando l'amore è musica (Stereomaster, M 91)
- 1979: Canti partigiani (Prince, GRM LP 795)

### 25 cm
- 1959: Arturo Testa (Philips, P 10669 R)
- 1959: Arturo Testa (Philips, P 10674 R)

### 45 giri
- 1957 - Lettera a Virginia/Canzone al vento (Philips, 363 185 PF)
- 1958 - Rome by night/Napulitan tango (Philips, 363 302 PF)
- 1958 - Concerto d'autunno/I clochards (Philips, 363 349 PF)
- 1958 - Donna di nessuno/Piccolo sole (Philips, 363 366 PF)
- 1959 - Il grande cielo/Nessuno sa (Philips, 363 373 PF)
- 1959 - Io sono il vento/Partir con te (Philips, 363 376 PF)
- 1959 - Ne' stelle ne' mare/Piove (Philips, 363 378 PF)
- 1959 - La marcia in fa/Lì per lì (Philips, 363 382 PF; lato A e B cantato insieme a Wilma De Angelis)
- 1959 - Jerusalem/Salomon (Philips, 363 389 PF)
- 1959 - Uomo solo/Il mio sole sei tu (Philips, 363 398 PF)
- 1959 - Les gitans/Granada (Philips, 363 402 PF)
- 1959 - Ammore celeste/Padrone d''o mare (Philips, 363 408 PF)
- 1959 - 'A rosa rosa/Solitudine (Philips, 363 409 PF)
- 1959 - Dentro di me/Aida rock (Philips, 363 415 PF)
- 1959 - Hermano/Bambina (Philips, 363 446 PF)
- 1960 - Perderti/Chi sono (Philips, 363 462 PF)
- 1960 - Why/El Paso (Philips, 363 476 PF)
- 1960 - Scandalo al sole/Quanto sei bella (Philips, 363 481 PF)
- 1960 - Senza di te/La città solitaria (Philips, 363 488 PF)
- 1960 - Il nostro concerto/Changò (Philips, 363 514 PF)
- 1960 - Deve andare/Saprò chi sei tu (Philips, 363 517 PF)
- 1961 - Febbre di musica/Non mi dire chi sei (Philips, 363 525 PF)
- 1961 - Febbre di musica/Lady luna (Philips, 363 529PF)
- 1961 - Linda gitana/Little kimono (Philips, 363 540 PF)
- 1961 - Exodus/I magnifici sette (Philips, 363 541 PF)
- 1961 - Preludio all'amore/Io scelgo te (Philips, 363 566 PF)
- 1961 - Senza stelle/Non rimpiangi (Philips, 363 570 PF)
- 1962 - Kiss me così/Ma tu ricordi (Philips, 363 578 PF)
- 1962 - Tomorrow night/Questa sera (Philips, 363 588 PF)
- 1962 - Un'altra come te/Rimani come sei (Philips, 363 590 PF)
- 1962 - Addio palcoscenico/Regalo un'alba (Philips, 363 595 PF)
- 1962 - Caterina/Ottobre (Philips, 363 604 PF)
- 1962 - Se guardo nei tuoi occhi/Johnny lo farà (Philips, 363 615 PF)
- 1962 - Nun turnà/Tammurriata twist (Philips, 363 621 PF)
- 1962 - Paperino cantautore/Gambadilegno senza ritegno (Philips, 363 630 PF; lato B canta Wilma De Angelis)
- 1963 - Quando ci si vuol bene...(come noi)/Tu venisti dal mare (Philips, 363 635 PF)
- 1963 - Maria/Stanotte (Tonight) (Philips, 363 640 PF)
- 1963 - Sabbia/Vino e rose (Philips, 363 659 PF)
- 1963 - Una notte di primavera/La notte è nostra (Philips, 363 666 PF)
- 1964 - Giù il cappello/Donne e doping (Philips, 363 679 PF)
- 1964 - Sole 'e luglio/Napule è una (Philips, 363 693 PF)
- 1965 - ... Ma di sera/Mi rifugio in te (Philips, 363 698 PF)
- 1966 - Mamma, con te/Angelo azzurro (Philips, 363 702 PF)
- 1966 - Amore mio ritorna/Dille anche tu (ITV, 060)
- 1966 - Il ricco e il povero/Il buon samaritano (Stella mattutina, 2856)
- 1966 - Luna ca he' fatto 'a spia/Mary pecchè (Thunder, C.16844)
- 1966 - Ciao Italia/Dove non so (Thunder, C.16846)
- 1967 - Io vorrei che la vita/M'hanno dato (Thunder, C.16850)
- 1967 - Gretel/Can't you see that she is mine (Genercom, lato B canta Karine

### 45 giri Flexy-disc
Sono incisi da un solo lato e allegati in omaggio alla rivista Il Musichiere:
- 1959 - Mare del passato (The Red Record, N. 20008) (Il Musichiere N° 20, 21 maggio)
- 1960 - 'O sole mio (The Red Record, N. 20065) (Il Musichiere N° 76, 16 giugno)

### EP
- 1958 - Sei fantastica/Sera/Dorina/Fischiettando (Philips, 421 884 PE)
- 1958 - Perché vivo/Quando una ragazza/Difenderò questo amore/Non maledir l'amore (Philips, 421 885 PE)
- 1959 - Io sono il vento/Conoscerti/Piove/Tu sei qui (Philips, 421 897 PE)
- 1959 - Les gitans/Uomo solo/Napulitan tango/Ammore celeste (Philips, 431 023 PE)
- 1960 - Romantica/Perderti/Libero/Gridare di gioia (Philips, 431 028 PE)

## Filmografia
- Destinazione Sanremo, regia di Domenico Paolella (1959)
- Mina... fuori la guardia, regia di Armando W. Tamburella (1961)
- Appuntamento in Riviera, regia di Mario Mattoli (1962)

## Televisione
Arturo Testa partecipò nel 1965 e 1966 alla serie di sketch della rubrica pubblicitaria televisiva Carosello che promuovevano il panettone Wamar della Gaslini.

## Varietà radiofonici Rai
- Una ragazza arrivò, commedia musicale di Dino Buzzati musiche di Gino Negri, regia di Alessandro Brissoni, trasmessa il 31 maggio 1960